# RS-507
Pour les articles homonymes, voir Route 507.
La RS 507 est une route locale du Sud-Ouest de l'État du Rio Grande do Sul qui relie le district Ponte do Capivari de la municipalité d'Alegrete au centre de la commune. Elle est longue de 8 km. Elle doit être prolongée jusqu'au district de Santa Rosa, plus à l'ouest.